# 岐阜医療技術短期大学
岐阜医療技術短期大学（ぎふいりょうぎじゅつたんきだいがくく、英語: Gifu College of Medical Technology）は、岐阜県関市市平賀字長峰795-1に本部を置いていた日本の私立大学である。1983年に設置され、2009年に廃止された。大学の略称は医技短。

## 概要

### 大学全体
- 岐阜県関市に所在した日本の私立短期大学で、設置主体は学校法人神野学園[注 1]。
- 1983年に開学[3]。当初は2学科体制だったが、1992年度より3学科体制となり、1999年度より2専攻からなる専攻科も置く。
- 2005年度の入学生を最後に[注釈 2]、2009年に短期大学としての使命を終える[注釈 3]。

### 教育および研究
- 当初は、臨床検査技師・診療放射線技師といった医療専門職の育成を執り行っていたが、1992年度より看護職の養成も執り行った。

### 学風および特色
- 岐阜大学と兼任している教員が少なからず在籍していた。

## 沿革
- 1973年
  - 国際医学総合技術学院が創設される[8]。
- 1983年
  - 1月17日 左記を以て文部省[注 2]より短期大学の設置が認可される[注 3]。
  - 4月1日 岐阜医療技術短期大学が以下の学科体制にて開学[注 4]。
    - 衛生技術学科[注釈 4]
    - 診療放射線技術学科[注釈 4]

  - 5月1日 学生数[16]/定員
    - 衛生技術学科 100[注 5]/80
    - 診療放射線技術学科 110[注 6]/80
- 1984年
  - 5月1日 学生数[17]/定員
    - 衛生技術学科 195[注 7]/160
    - 診療放射線技術学科 204[注 8]/160
- 1985年
  - 5月1日 学生数[18]/定員
    - 衛生技術学科 302[注 9]/240
    - 診療放射線技術学科 294[注 10]/240
- 1986年
  - 5月1日 学生数[19]/定員
    - 衛生技術学科 320[注 11]/240
    - 診療放射線技術学科 305[注 12]/240
- 1987年
  - 5月1日 学生数[20]/定員
    - 衛生技術学科 317[注 13]/240
    - 診療放射線技術学科 301[注 14]/240
- 1991年
  - 4月1日 以下の学科を増設する[注 15]。
    - 看護学科 入学定員60名[注 16]

  - 5月1日 学生数[25]/定員
    - 衛生技術学科 302[注 17]/240
    - 診療放射線技術学科 300[注 18]/240
    - 看護学科 66[注釈 5]/60
- 1992年
  - 5月1日 学生数[注 19]/定員
    - 衛生技術学科 316[注 20]/240
    - 診療放射線技術学科 312[注 21]/240
    - 看護学科 134[注 22]/120
- 1993年
  - 5月1日 学生数[28]/定員
    - 衛生技術学科 307[注 23]/240
    - 診療放射線技術学科 305[注 24]/240
    - 看護学科 205[注 25]/180
- 1999年
  - 4月1日 専攻科の設置が認められ、以下の課程を設ける[29]。
    - 地域看護学専攻 入学定員20名[注釈 6]
    - 助産学専攻 入学定員20名

  - 5月1日 学生数[31]/定員
    - 衛生技術学科 263[注 26]/240
    - 診療放射線技術学科 322[注 27]/240
    - 看護学科 285[注 28]/180
- 2005年
  - 4月1日 この年度で短期大学の本科としての学生募集を最終とする[注釈 2]。
- 2009年
  - 8月26日 左記をもって正式に廃止となる[注釈 3]。

## 基礎データ

### 所在地
- 岐阜県関市市平賀字長峰795-1

### 象徴
- 岐阜医療技術短期大学のカレッジマークは右記資料を参照のこと[注 29]。

## 教育および研究

### 組織

#### 学科
- 衛生技術学科 入学定員80名[注釈 7]
- 診療放射線技術学科 入学定員80名[注釈 7]
- 看護学科 入学定員80名[注釈 7]

#### 専攻科
- 地域看護学専攻[注釈 8]
- 助産学専攻[注釈 8]

#### 別科
- なし

#### 取得資格について
受験資格
- 看護師：看護学科
- 臨床検査技師：衛生技術学科
- 診療放射線技師：診療放射線技術学科:
- 保健師：専攻科地域看護学専攻
- 助産師：専攻科助産学専攻

### 研究
- 『岐阜医療技術短期大学紀要』[注釈 1]

## 学生生活

### 部活動・クラブ活動・サークル活動
- 岐阜医療技術短期大学で活動していたクラブ活動[27]
  - 体育系：軟式野球、テニス、バレーボール、バスケットボール、卓球ほか
  - 文化系：写真、軽音楽

### 学園祭
- 岐阜医療技術短期大学の学園祭は11月に行われた[38]。

### スポーツ
- 岐阜県私立短期大学協会体育大会へ参加していた[38]。

## 大学関係者と組織

### 大学関係者一覧
歴代学長
- 上野一恵：3代目学長（岐阜大学名誉教授、医学博士、微生物学）

教職員

## 施設

### キャンパス
- 図書館ほか

### 寮
- 「清心寮」：女子のみ[39]

## 対外関係

### 系列校
- 中日本自動車短期大学

## 卒業後の進路について

### 編入学･進学実績
- 看護学科卒業生は岐阜医療技術短期大学専攻科へ進学していた。

## 関連サイト
- 岐阜医療科学大学
- 学校法人神野学園